# Розендал
Розендал (хол. Roosendaal) је град Холандије у покрајини Северни Брабант. Према процени из 2008. у граду је живело 77.339 становника.

## Становништво
Према процени, у граду је 2008. живело 75.157 становника.
| 1980.  | 1990.  | 2000.  | 2008.  |
| ------ | ------ | ------ | ------ |
| 62.814 | 68.687 | 75.157 | 77.339 |